# 丹·里乔
丹·里乔（英語：Dan Riccio），苹果公司硬件工程高级副总裁，2008年之前担任公司的设计总监，2008年到2012年间任iPad硬件部门总监。他于2012年7月接替改任技术部门（Technologies）高级副总裁的前任硬件高级副总裁鲍勃·曼斯菲尔德（Bob Mansfield）的工作。2012年8月27日正式升任硬件工程高级副总裁。